# Kashīr Maḩalleh
Kashīr Maḩalleh (persiska: كَشير مَحَلِّه) är en ort i Iran.   Den ligger i provinsen Mazandaran, i den norra delen av landet, 130 km nordost om huvudstaden Teheran. Kashīr Maḩalleh ligger 78 meter över havet och antalet invånare är 325.
Terrängen runt Kashīr Maḩalleh är platt åt nordost, men åt sydväst är den kuperad.Runt Kashīr Maḩalleh är det tätbefolkat, med 286 invånare per kvadratkilometer. Närmaste större samhälle är Bālā Sar Rost, 11,0 km nordost om Kashīr Maḩalleh. Trakten runt Kashīr Maḩalleh består till största delen av jordbruksmark.